# Guilherme III de Monferrato
Guilherme III de Monferrato (em italiano:  Guglielmo III del Monferrato,  970 - 1042) foi marquês de Monferrato de 991 a 1042.
Guilherme era filho primogênito de Otão I de Monferrato. Foi o terceiro marquês com o nome de Guilherme, já que os dois personagens precedentes, Guilherme I e Guilherme II foram respectivamente o pai e o filho de Aleramo.
Pouco se sabe sobre ele. Muito documentos da época atestam sua intervenção para construção de um monastério vizinho a Spigno. Em outro texto da época, redigido em torno de 1014, Guilherme e o irmão Riprando doaram muitos bens à abadia de Fruttuaria. Entre 991 e 1002 também igreja de Acqui Terme recebeu algumas doações da parte dos marqueses. Guilherme seguia a política religiosa-familiar iniciada por Aleramo e que seria depois levada adiante pelos seus sucessores.
No Miracula sancti Bononii se recorda também que a esposa de Guilherme, Waza, a qual foi citada enquanto orava sobre a tumba de São Bonônio, abade da Santissimi Michele e Genuario de Lucedio.

## Política
Guilherme abandonou a política filo-imperial da sua família para intervir nas lutas comunais da Itália do início do século XI: participou de uma aliança anti-imperial, à qual aderiram também Humberto o Vermelho e Olderico Manfredi II, em cuja liderança estava o bispo Leão de Vercelli.
Entre os aliados parece que nasceu uma desconfiança que os levou a combater-se asperamente entre eles mesmos. Leão atacou Santhiá, onde morava Guilherme o qual, para vingar-se do ataque do bispo assediou Vercelli, que depois foi incendiada. Em um tratado de paz entre Guilherme e Olderico Manfredi, foi concedida como esposa a filha de Adelaide com o filho de Guilherme, Henrique.
Quando todos os aliado fizeram a paz com o Sacro Império Romano-Germânico, Guilherme continuou a combater mas as coisas não andaram bem para ele: Conrado o Sálico destruiu sua fortaleza em Valle Orba.
Guilherme III morreu em 1042, provavelmente antes de 29 de janeiro, quando Henrique, filho de Guilherme, o cita em um ato no qual doa algumas terras à igreja de Turim.